# بابلو ريكاردو دي سوزا
بابلو ريكاردو دي سوزا هو لاعب كرة قدم برازيلي في مركز الدفاع، ولد في 7 مارس 1991 في ساو غونسالو في البرازيل. لعب مع نادي نوفو هامبورغو.

## وصلات خارجية
- بابلو ريكاردو دي سوزا على موقع قاعدة بيانات كرة القدم.إي يو (الإنجليزية)
- بابلو ريكاردو دي سوزا على موقع Soccerway.com (الإنجليزية)